# پراورانی
پراورانی (به انگلیسی: Peravurani) یک منطقهٔ مسکونی در هند است که در بخش تنجائور واقع شده‌است. پراورانی ۱۸٫۷۰ کیلومتر مربع مساحت و ۲۲٬۰۸۴ نفر جمعیت دارد و ۱۶ متر بالاتر از سطح دریا واقع شده‌است.